# Jonathan Chan-Pensley
Jonathan Chan-Pensley ist ein Schauspieler.

## Leben
1998 hatte Chan-Pensley in dem Film Everybody Loves Sunshine seinen ersten Auftritt. 2000 stand er in der Fernsehserie Too Much Sun erstmals für das Fernsehen vor der Kamera. 2004 erhielt er in der Fernsehserie Auf Wiedersehen, Pet erstmals eine wiederkehrende Rolle. 2008 war Chan-Pensley in acht Folgen der Fernsehserie Teenage Kicks im Fernsehen zu sehen.

## Filmografie
- 1998: Everybody Loves Sunshine
- 2000: Too Much Sun (Fernsehserie, Folge 1x03)
- 2001: Dog Eat Dog
- 2003: My Dad’s the Prime Minister (Fernsehserie, Folge 1x01)
- 2003: The Bill (Fernsehserie, Folge 19x79)
- 2003: The Canterbury Tales (Canterbury Tales, Miniserie, Folge 1x04)
- 2004: Auf Wiedersehen, Pet (Fernsehserie, 2 Folgen)
- 2005: Ultimate Force (Fernsehserie, Folge 3x01)
- 2005: Life Begins (Fernsehserie, Folge 2x04)
- 2005: The Fugitives (Fernsehserie, Folge 1x06)
- 2008: The Cottage
- 2008: Teenage Kicks (Fernsehserie, 8 Folgen)
- 2008: Tatort (Fernsehserie, Folge 1x716 Tatort: Der tote Chinese)
- 2009: Ninja Assassin
- 2013: Holby City (Fernsehserie, Folge 15x43)
- 2013: Unter Beobachtung (Closed Circuit)
- 2014: 24: Live Another Day (Miniserie, 3 Folgen)
- 2016: Penny Dreadful (Fernsehserie, Folge 3x03)
- 2020: Warrior (Fernsehserie, Folge 2x04)